# Райкова Могила
Ра́йкова Моги́ла (болг. Райкова могила) — село в Хасковській області Болгарії. Входить до складу общини Свиленград.

## Населення
За даними перепису населення 2011 року у селі проживали 257 осіб, з них 168 осіб (97,1%) — болгари.
Розподіл населення за віком у 2011 році:
Динаміка населення: